# Ma saison préférée
Ma saison préférée (prt: A Minha Estação Preferida; bra: Minha Estação Preferida) é um filme francês de 1993, do gênero drama, dirigido por André Téchiné.

## Elenco
- Daniel Auteuil .... Antoine
- Catherine Deneuve .... Emilie
- Marthe Villalonga … Berthe
- Jean-Pierre Bouvier .... Bruno
- Anthony Prada .... Lucien
- Chiara Mastroianni .... Anne
- Carmen Chaplin .... Khadija

## Prêmios e indicações
| Prêmio                   | Categoria                    | Recipiente                     | Resultado                   |
| ------------------------ | ---------------------------- | ------------------------------ | --------------------------- |
| Festival de Cannes 1993  | Palma de Ouro (melhor filme) | Alain Sarde                    | Indicado                    |
| César 1994               | Melhor filme                 | Alain Sarde                    | Indicado                    |
| César 1994               | Melhor direção               | André Téchiné                  | Indicado                    |
| César 1994               | Melhor atriz                 | Catherine Deneuve              | Indicado                    |
| César 1994               | Melhor ator                  | Daniel Auteuil                 | Indicado                    |
| César 1994               | Atriz revelação              | Chiara Mastroianni             | Indicado                    |
| César 1994               | Melhor roteiro               | Pascal Bonitzer, André Téchiné | Indicado                    |
| César 1994               | Melhor atriz coadjuvante     | Marthe Villalonga              | Indicado                    |
| Festival de Gramado 1993 | Melhor filme latino          | Alain Sarde                    | Indicado[carece de fontes?] |

## Sinopse
O filme é sobre um grupo de pessoas no interior da França. No centro de tudo, a matriarca Berthe e seus filhos Antoine e Emilie. O filme acompanha um ano difícil na vida de Emilie, infeliz no casamento com o marido resignado.